# D・J・コトローナ
D・J・コトローナ（D.J. Cotrona, 1980年5月23日 - ）は、アメリカ合衆国の俳優。

## 経歴
1980年5月23日、アメリカ合衆国コネチカット州ニューヘイブン生まれのウォリングフォード育ち。イタリア系の家庭で父親はリサイクル会社勤務、母親は学校教師。ボストンのノースイースタン大学で弁護士を目指していたが、法律事務所での夏のインターンシップを経験し、弁護士とは働きたくないと思うようになったことで、演劇クラスに変更、春休みにロサンゼルスの友人を訪ねると、そのまま大学に戻ることはなかった。
リジー・キャプラン、ジェニー・ウェイド共演の『Love Is the Drug』（2006年）、レギュラー出演したTVシリーズ『WINDFALL 〜運命のいたずら』（2006年）、『デトロイト 1-8-7』（2010年-2011年）、ニコラス・スパークスのベストセラー小説を映画化した、チャニング・テイタム、アマンダ・サイフリッド共演の『親愛なるきみへ』（2010年）などに出演している。また、ケーブル・テレビ・チャンネルのEl Reyで2014年3月11日から2016年11月1日まで放送された『フロム・ダスク・ティル・ドーン ザ・シリーズ』では主人公のセス・ゲッコーを演じている。
2013年の『G.I.ジョー バック2リベンジ』では、反骨心と強い意志を持った戦士フリント役に起用され、パルクールという高い運動能力を必要とし、危険の伴うアクションを披露している。

## 出演
| 年        | タイトル 原題                                                               | 役名                                        | 備考                                                                    |
| --------- | --------------------------------------------------------------------------- | ------------------------------------------- | ----------------------------------------------------------------------- |
| 2003      | LAW & ORDER:性犯罪特捜班 Law & Order: Special Victims Unit                  | ドノヴァン・アルヴァレス                    | テレビシリーズ 第4シーズン第23話「報復の連鎖」                          |
| 2003-2004 | Skin                                                                        | アダム・ローム                              | テレビシリーズ、計8話出演                                               |
| 2004      | Hollywood Division                                                          |                                             | Pilot for Fox                                                           |
| 2005      | ヴェノム 毒蛇男の恐怖 Venom                                                 | ショーン                                    |                                                                         |
| 2006      | WINDFALL 〜運命のいたずら Windfall                                          | ショーン・マザーズ / ショーン・ファルソーン | テレビシリーズ、計13話出演                                              |
| 2006      | Love is the Drug                                                            | ルーカス・ミッチェル                        |                                                                         |
| 2010      | 親愛なるきみへ Dear John                                                    | ヌードルス                                  |                                                                         |
| 2010-2011 | デトロイト 1-8-7 Detroit 1-8-7                                              | ジョン・ストーン                            | テレビシリーズ、計16話出演                                              |
| 2013      | G.I.ジョー バック2リベンジ G.I. Joe: Retaliation                            | フリント                                    |                                                                         |
| 2014-2016 | フロム・ダスク・ティル・ドーン ザ・シリーズ From Dusk till Dawn: The Series | セス・ゲッコー                              | テレビシリーズ、計30話出演                                              |
| 2017      | Tom Clancy's Ghost Recon Wildlands: War Within the Cartel                   | リッキー・サンドバル                        | テレビゲーム『ゴーストリコン ワイルドランズ』を原作とした短編テレビ映画 |
| 2019      | シャザム! Shazam!                                                           | スーパーペドロ                              |                                                                         |
| 2020      | LA's FINEST/ロサンゼルス捜査官 L.A.'s Finest                                | ルカ・ヴェローン                            | テレビシリーズ、計4話出演                                               |
| 2023      | シャザム!〜神々の怒り〜 Shazam! Fury of the Gods                            | スーパーペドロ                              | ポストプロダクション                                                    |